# Liste der Kulturgüter in Tägerig
Die Liste der Kulturgüter in Tägerig enthält alle Objekte in der Gemeinde Tägerig im Kanton Aargau, die gemäss der Haager Konvention zum Schutz von Kulturgut bei bewaffneten Konflikten, dem Bundesgesetz vom 20. Juni 2014 über den Schutz der Kulturgüter bei bewaffneten Konflikten sowie der Verordnung vom 29. Oktober 2014 über den Schutz der Kulturgüter bei bewaffneten Konflikten unter Schutz stehen.
Objekte der Kategorie A sind im Gemeindegebiet nicht ausgewiesen, Objekte der Kategorie B sind vollständig in der Liste enthalten, Objekte der Kategorie C fehlen zurzeit (Stand: 1. Januar 2023). Unter übrige Baudenkmäler sind weitere geschützte Objekte zu finden, die in der Bau- und Nutzungsordnung der Gemeinde verzeichnet und nicht bereits in der Liste der Kulturgüter enthalten sind.

## Kulturgüter
| Foto |                                                                                        | Objekt                                                      | Kat. | Typ | Standort                                | Beschreibung |
| ---- | -------------------------------------------------------------------------------------- | ----------------------------------------------------------- | ---- | --- | --------------------------------------- | ------------ |
| ja   | Datei hochladen · Wikidata zu Römisch-katholische Pfarrkirche St. Wendelin (Q29580849) | Römisch-katholische Pfarrkirche St. Wendelin KGS-Nr.: 15817 | B    | G   | Niederwilerstrasse 31.1 663604 / 250526 |              |

## Übrige Baudenkmäler
| ID  | Foto |                                                           | Objekt                                 | Typ | Standort                              | Beschreibung |
| --- | ---- | --------------------------------------------------------- | -------------------------------------- | --- | ------------------------------------- | ------------ |
| 901 | BW   | Datei hochladen                                           | Schulhaus                              | G   | Niederwilerstrasse 24 663648 / 250458 |              |
| 902 | BW   | Datei hochladen                                           | Gebäude Ecknauer                       | G   | Niederwilerstrasse 32 663762 / 250403 |              |
| 903 | BW   | Datei hochladen                                           | Gebäude Landi                          | G   | Niederwilerstrasse 4 663414 / 250649  |              |
| 910 |      | Datei hochladen                                           | Gebäude Tivag Immobilien               | G   | Koordinaten fehlen! Hilf mit.         |              |
| 911 |      | Datei hochladen                                           | Gebäude Kramer                         | G   | Koordinaten fehlen! Hilf mit.         |              |
| 912 |      | Datei hochladen                                           | Gebäude Meier/Schneeberger/Blumenstein | G   | Koordinaten fehlen! Hilf mit.         |              |
| 914 | ja   | Datei hochladen · Wikidata zu Kapelle (Q110671457)        | Kapelle                                | G   | Büschikon 6.1 663411 / 249308         |              |
| 917 | ja   | Datei hochladen · Wikidata zu Lourdeskapelle (Q120752605) | Lourdeskapelle                         | G   | Flurwaldweg 15.4 663343 / 250249      |              |

Legende: Siehe Legende der Liste der Kulturgüter von nationaler und regionaler Bedeutung. Anstelle der KGS-Nummer wird als Objekt-Identifikator (ID) die Inventar- oder Gebäudenummer in der Bau- und Nutzungsordnung der Gemeinde verwendet.